# Emmanuel Magnien
Emmanuel Magnien (Sedan, 7 mei 1971) is een voormalig Frans wielrenner. Zijn carrière begon in 1993. Tot 2003 was hij als professioneel wielrenner actief.
Op 28 juli 1998 bekende hij, samen met Gilles Bouvard eveneens van Festina, doping gebruikt te hebben. In 2000 schorste het Internationale Hof voor Arbitrage in de Sport in Lausanne hem voor zes maanden, waarvan drie voorwaardelijk, omdat hij tijdens de Ronde van Frankrijk 2000 positief werd bevonden. In zijn urine werden sporen van corticosteroïden gevonden.

## Belangrijkste overwinningen
1993
- Eindklassement Ronde van de Ain

1995
- Eindklassement Ronde van de Toekomst
- Duo Normand (met Stéphane Petilleau)

1996
- Frans kampioen veldrijden, Elite

1997
- 4e etappe Ster van Bessèges
- Eindklassement Ronde van de Middellandse Zee

1998
- Coppa Sabatini

2000
- GP La Marseillaise

2001
- Parijs-Brussel

2003
- 2e etappe Ronde van de Middellandse Zee

## Resultaten in voornaamste wedstrijden
| Jaar | Ronde van Italië | Ronde van Frankrijk | Ronde van Spanje |
| ---- | ---------------- | ------------------- | ---------------- |
| 1993 | 119e             |                     |                  |
| 1994 |                  | opgave              |                  |
| 1995 | opgave           | opgave              |                  |
| 1996 |                  | opgave              |                  |
| 1997 |                  |                     |                  |
| 1998 |                  | opgave              |                  |
| 1999 |                  |                     |                  |
| 2000 |                  | 98e                 |                  |
| 2001 |                  | 113e                |                  |
| 2002 |                  | 96e                 |                  |
| 2003 |                  |                     |                  |

| Jaar | Milaan-San Remo | Gent-Wevelgem | Ronde van Vlaanderen | Parijs-Roubaix | Amstel Gold Race | Luik-Bast.‑Luik | Ronde van Lombardije | Parijs-Brussel | Kuurne-Brussel-Kuurne |  | WK op de weg |  | Wereldranglijsten |
| ---- | --------------- | ------------- | -------------------- | -------------- | ---------------- | --------------- | -------------------- | -------------- | --------------------- |  | ------------ |  | ----------------- |
| 1993 |                 |               |                      |                |                  |                 | 31e                  |                |                       |  |              |  |                   |
| 1994 |                 | 40e           | 35e                  |                |                  |                 |                      |                |                       |  |              |  |                   |
| 1995 |                 | 69e           |                      |                |                  |                 |                      |                |                       |  |              |  |                   |
| 1996 | 32e             | 15e           | 44e                  | 19e            | 7e               |                 |                      | 53e            |                       |  |              |  |                   |
| 1997 |                 | 37e           | 93e                  | 40e            | 31e              |                 |                      | 36e            | 10e                   |  |              |  |                   |
| 1998 | ↑               |               | 4e                   | 21e            | 20e              | 17e             | 22e                  | 4e             | Brons                 |  | 12e          |  | 7e (UWB)          |
| 1999 | 116e            |               |                      | 26e            |                  |                 |                      |                |                       |  |              |  |                   |
| 2000 |                 |               |                      | 57e            |                  |                 |                      |                |                       |  |              |  |                   |
| 2001 |                 |               |                      |                |                  |                 |                      | Goud           |                       |  |              |  |                   |
| 2002 |                 |               | 31e                  | 49e            |                  |                 |                      | 41e            |                       |  |              |  |                   |
| 2003 |                 |               |                      |                | 121e             |                 |                      |                |                       |  |              |  |                   |